# Первинка (посёлок)
Пе́рвинка — сельский посёлок в Ардатовском районе Нижегородской области России. Входит в состав Стёксовского сельсовета.

## Этимология
Существуют две версии происхождения названия посёлка. Согласно одной, в 1929 году здесь был образован первый в Ардатовском районе колхоз. По другой версии, посёлок был первым населённым пунктом, через который проходило шоссе Ардатов — Арзамас.

## Географическое положение
Посёлок Первинка находится на юго-западе Нижегородской области России, на автомобильной дороге Ардатов — Арзамас. Административный центр муниципального округа Ардатов находится в 14 км к западу от Первинки. Посёлок также соединён просёлочными дорогами на севере с селом Ризадеево (расстояние 3 км) и на юго-западе — с селом Кузятово. В посёлке имеется небольшое озеро, в 1,5 км к югу от него протекает ручей Помзель, с юга к Первинке подступают небольшие перелески. Высота над уровнем моря около 175 метров.
Посёлок Первинка, как и вся Нижегородская область, находится в часовой зоне МСК (московское время). Смещение применяемого времени относительно UTC составляет +3:00.

## Административная принадлежность
Сельский посёлок Первинка входит в состав Стёксовского сельсовета Ардатовского муниципального округа Нижегородской области Российской Федерации.

## Климат
Посёлок находится в зоне умеренно-континентального климата, который характеризуется холодной продолжительной зимой и тёплым, но достаточно коротким летом. За год выпадает в среднем 450—550 мм осадков, из них 68 % — в виде дождя и 32 % — в виде снега. Среднегодовая относительная влажность воздуха — 76 %. Снежный покров достигает 50 см, а в особо снежные зимы может достигать одного метра и более.
Весна приходит резко, обычно к середине апреля, при этом вплоть до середины мая нередки заморозки. Лето сравнительно короткое и достаточно жаркое — в отдельные годы температура может достигать 36 °C. Шапка лета приходится на июль. В конце весны и лета нередки грозы — их может случаться до 20 за год, почти каждый год выпадает град. Осень приходит в сентябре и стоит до начала ноября, но уже в сентябре нередки заморозки. Зима наступает в начале ноября и продолжается до середины марта. Обычно первый снег выпадает в октябре и держится в течение пяти месяцев, сходит к 10—15 апреля. Почва промерзает на глубину 70—90 см.
Вегетационный период составляет 189 дней, продолжительность безморозного периода — 137 дней.

## Население
| Численность населения | Численность населения | Численность населения | Численность населения | Численность населения | Численность населения |
| 1978                  | 1992                  | 1999                  | 2002                  | 2010                  | 2021                  |
| --------------------- | --------------------- | --------------------- | --------------------- | --------------------- | --------------------- |
| 109                   | ↘51                   | ↗52                   | ↘40                   | ↘28                   | ↘15                   |

## Инфраструктура
В посёлке две улицы: Горького и Пролетарская.